# Anin (Morąg)
Anin (deutsch Annenhof) ist ein kleines Dorf in der polnischen Woiwodschaft Ermland-Masuren, das zur Stadt-und-Land-Gemeinde Morąg (Mohrungen) im Powiat Ostródzki (Kreis Osterode) gehört.

## Geographie
Anin liegt sieben Kilometer nordwestlich der Stadt Morąg (Mohrungen) an einer Nebenstraße, die von Morąg nach Samdbród ((Groß) Samrodt) führt. Innerorts wird die Straße von einem Królewo (Königsdorf) und Kamionka (Steinsdorf) verbindenden Landweg gekreuzt. Die nächste Bahnstation ist Dobrocinek (Neu Bestendorf) an der Bahnstrecke von Olsztyn (Allenstein) nach Bogaczewo (Güldenboden) zur Weiterfahrt nach Elbląg (Elbing).

## Geschichte
Das heutige Anin bestand bis vor 1945 als Annenhof lediglich aus einem kleinen Hof. Der Ort wurde im Jahre 1854 gegründet, ging jedoch 1880 ein. Im Jahre 1910 erfolgte eine Neugründung des Vorwerks Annenhof, das damals zum Gutsbezirk Neuhof (heute polnisch: Nowy Dwór) im Amtsbezirk Georgenthal (heute polnisch: Jurki) im Kreis Mohrungen (Regierungsbezirk Königsberg) in der preußischen Provinz Ostpreußen gehörte.
Am 31. Oktober 1928 schlossen sich die Landgemeinden Rollnau (Rolnowo), Steinsdorf (Kamionka) und Neu Bestendorf (Dobrocinek) sowie die Exklave Annenhof des Gutsbezirks Neuhof zu einer neuen Landgemeinde Rollnau zusammen. Diese erfuhr am 21. September 1929 eine Umgliederung vom Amtsbezirk Georgenthal in den Amtsbezirk Kahlau (heute polnisch: Kalnik).
Im Jahre 1945 wurde das kleine Annenhof mit dem südlichen Ostpreußen Polen zugeordnet. Bis 1973 gehörte der Ort zum Powiat Morąski (Kreis Mohrungen) und von 1975 bis 1998 zur Woiwodschaft Olsztyn (Allenstein). Heute ist Anin eine Siedlung (polnisch: osada) im Gebiet der Stadt- und Landgemeinde Morąg (Mohrungen) im Powiat Ostróda (Kreis Osterode) in der Woiwodschaft Ermland-Masuren.

## Religionen

### Evangelisch
Bis 1945 war die Bevölkerung Annehofs mehrheitlich evangelisch und in das Kirchspiel Kahlau-Hagenau (polnisch: Kalnik-Chojnik) (Pfarramt in Kahlau) eingepfarrt. Das gehörte zum Kirchenkreis Mohrungen in der Kirchenprovinz Ostpreußen der Evangelischen Kirche der Altpreußischen Union. Die heute nur wenigen evangelischen Kirchenglieder in Anin sind nun nach Ostróda (Osterode) mit einer Filialkirche in Morąg eingegliedert. Die Pfarrgemeinde Ostróda gehört zur Diözese Masuren der Evangelisch-Augsburgischen Kirche in Polen.

### Katholisch
Gab es vor 1945 nur wenige Katholiken in Annenhof, so leben in Anin heute überwiegend katholische Einwohner. Die nächste Pfarrkirche ist die in Chojnik (Hagenau) im Dekanat Morąg (Mohrungen) im Bistum Elbląg (Elbing) der Katholischen Kirche in Polen.